# Cezayirli Gazi Hasan Pascha

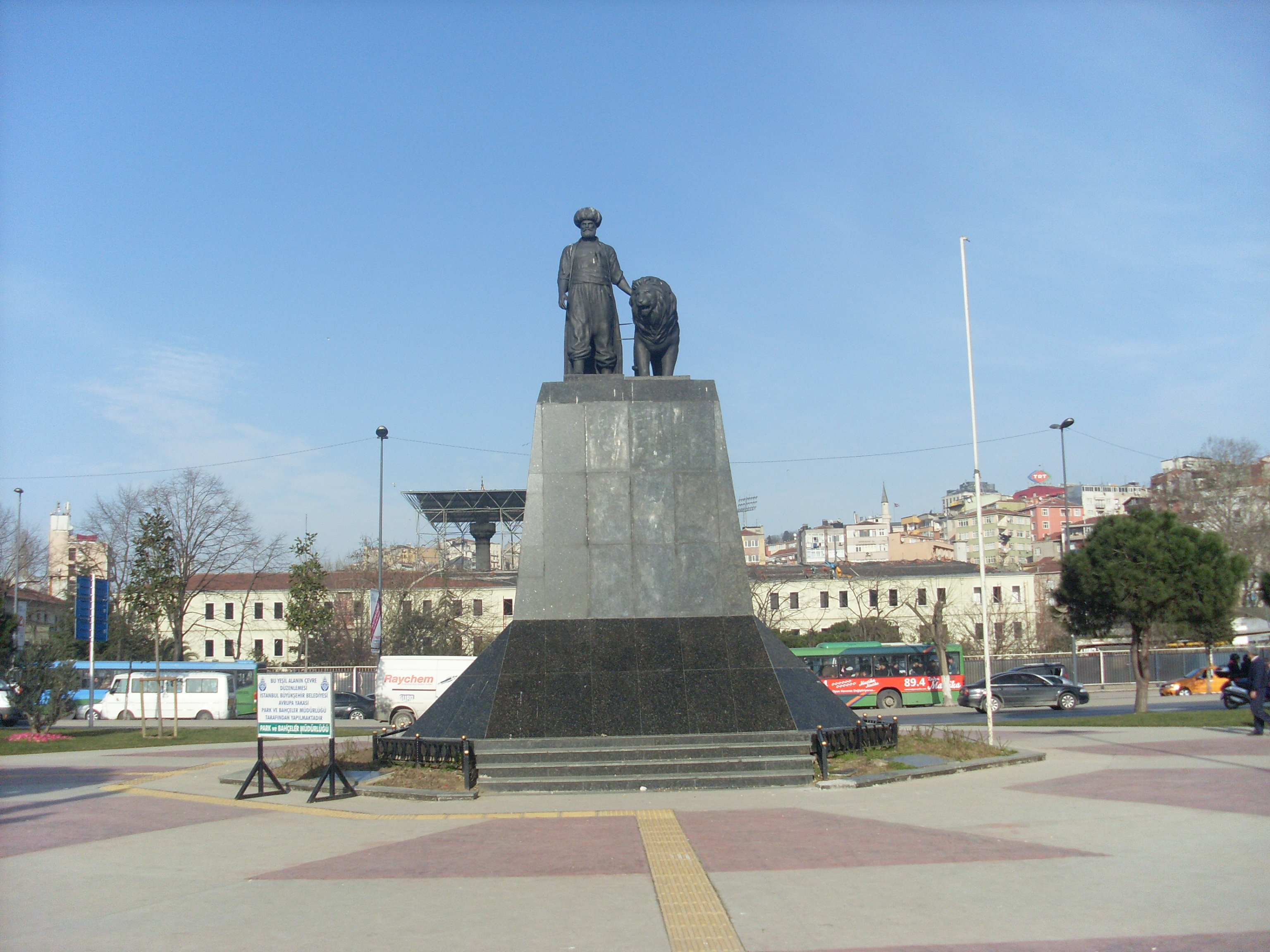
Statue von Cezayirli Gazi Hasan Pascha in Istanbul

Cezayirli Gazi Hasan Pascha (* 1713; † 30. März 1790) war ein osmanischer Seeoffizier, Heerführer und Politiker. Er war zwischen 1766 und 1789  mehrmalig Befehlshaber der osmanischen Marine und führte ab 1770 den Titel des Kapudan Pascha. Er modernisierte die Flotte und schlug verschiedene Aufstände nieder. Kurz vor seinem Tod wurde er 1789 noch zum Großwesir ernannt. Sein Beiname lautete Palabıyık.

## Frühe Jahre
Hasan soll als Kind an der iranischen Grenze geraubt und als Sklave an den Händler Hacı Osman Ağa aus Tekirdağ verkauft worden sein. Er wuchs gemeinsam mit dessen Kindern in Tekirdağ auf. Später diente er als Janitschar in der osmanischen Armee und nahm am Russisch-Österreichischen Türkenkrieg von 1737 bis 1739 teil. Nach dem Krieg diente er in Algier. Daher kommt das Cezayirli (d. h. aus Algier) in seinem Namen. Später war Hasan Bey von Tlemcen. Wegen Konflikten mit dem Gouverneur von Algier musste er nach Spanien fliehen. Dort wurde er von König Karl III. aufgenommen. Hassan diente kurze Zeit in Spanien und im Königreich Neapel.
Nach seiner Rückkehr ins osmanische Reich 1760 wurde ihm vom Sultan Mustafa III. das Kommando über ein Kriegsschiff verliehen. Im Jahr 1766 wurde er Befehlshaber der Marine, ab 1770 mit dem Titel des Kapudan Pascha. Er nahm am Russisch-Osmanischen Krieg von 1768 bis 1774 teil und zeichnete sich in der Seeschlacht von Çeşme aus. Über den Verlauf der Schlacht gibt es unterschiedliche Schilderungen. Nach der einen kämpfte Hasans Flaggschiff gegen ein gegnerisches Schiff. Beide gerieten dabei in Brand und er konnte sich schwimmend retten. Nach der anderen gelang es ihm, die meisten der ihm unterstellten Schiffe vor der Vernichtung zu retten und er fiel daher bei seiner Rückkehr nicht wie die  anderen Befehlshaber in Ungnade.

## Großadmiral
Im Jahr 1770 führte er einen gewagten Angriff auf die von den Russen besetzte Insel Limnos aus. Dafür wurde er zum Kapudan Pascha ernannt und erhielt den Titel eines Ghazi. Insbesondere auf seine Initiative hin wurde 1773 die erste Schule für Seeleute im osmanischen Reich gegründet. Als General (Serasker) diente er 1773/74 an der Donau und kämpfte gegen die Russen.
Nach Kriegsende kehrte er zur Flotte zurück. Er bekämpfte 1775/76 erfolgreich Aufständische in Syrien. Anlässlich eines weiteren drohenden Krieges mit Russland demonstrierte er mit der Flotte Stärke im Schwarzen Meer. Allerdings strandeten dabei einige seiner größeren Schiffe und die Expedition wurde von der Pest betroffen. Ein Jahr später vertrieb er albanische Siedler von Morea, die sich dort unter russischen Schutz angesiedelt hatten. Im Jahr 1780 zwang er die Mameluken in Ägypten, die Tributzahlungen an den Sultan wieder aufzunehmen. Auf der Rückfahrt schlug er einen weiteren Aufstand nieder. Ein Jahr später hat er nach dem Tod des Großwesirs dessen Aufgaben für zwei Monate übernommen.
In den folgenden Jahren war er hauptverantwortlich für die Modernisierung der osmanischen Flotte. Neben dem Großwesir Halil Hamid war er in dieser Zeit einer der führenden Reformer im osmanischen Reich. Beide waren aber auch Konkurrenten. Er führte eine geregelte Laufbahn für den Flottendienst ein, ließ Unterkünfte für die Besatzungen bauen, reorganisierte die Garnisonen der Forts am Bosporus an der Einfahrt zum Schwarzen Meer. Bei der Reorganisation der Flotte bediente er sich teilweise europäischer Experten. An diese Politik konnten seine Nachfolger anknüpfen. Die Flotte, die er schuf und führte, war die schlagkräftigste, die das osmanische Reich seit etwa 200 Jahren besessen hatte.
Er war der Führer des wichtigsten politischen und militärischen Haushalts (Kapu) des Reiches in den 1780er Jahren mit einem weit gespannten Klientelsystem. Es war das Militär, auf das sich Sultan Abdülhamid I. am stärksten stützte. Auf der anderen Seite sah Hasan durch die Reformen des Großwesirs seine Position gefährdet. Halil Hamid hat dies erkannt. Weil sein Widersacher Rückhalt beim Sultan hatte, versuchte der Großwesir, diesen selbst durch eine Intrige abzusetzen. Als dies scheiterte, wurde der Großwesir hingerichtet.
In den Jahren 1786/87 führte er die Osmanische Flotte erneut gegen die rebellierenden Mameluken in Ägypten. Obwohl er nur über relativ schwache Landtruppen verfügte, kämpfte er sich mit Unterstützung des Mamluken-Emirs Ismail Bey bis Kairo durch und befreite dort einen belagerten osmanischen Pascha. Nach der Niederschlagung des Aufstandes verpflichteten sich die Besiegten erneut zu Tributzahlungen.
In der politischen Krise mit Russland war der damalige Großwesir Koca Yusuf Pascha der Führer der Kriegspartei. Zu dieser gehörte zwar auch Hasan Pascha, aber er mahnte zu einer größeren Besonnenheit. Nachdem sich die Kriegspartei durchgesetzt hatte, erklärte das osmanische Reich Russland im August 1787 den Krieg. Österreich trat 1788 auf Seiten Russlands in den Konflikt ein. Während des Krieges diente Hasan im Russisch-Österreichischen Türkenkrieg insbesondere im Schwarzen Meer. Ihm gelang es 1788 nicht, die Belagerung der Festung Otschakiw zu beenden. Er verlor verschiedene Seegefechte.

## Großwesir
Nach der Rückkehr nach Konstantinopel wurde er als Großadmiral von dem neuen Sultan Selim III. entlassen. Nachdem der bisherige Großwesir mehrfach geschlagen worden war, wurde Hasan Pascha im Oktober 1789 zum Großwesir und Oberbefehlshaber ernannt. Im Winter unternahm er Verhandlungen mit Grigori Alexandrowitsch Potjomkin  zur Beendigung des Krieges. Er starb am 30. März 1790 an einem Fieber. Nach zeitgenössischen Gerüchten wurde er vergiftet.
Anders als teilweise behauptet kann er somit nicht im Sommer 1790 mehrere Gefechten etwa in der Seeschlacht von Tendra bestritten haben. Nach seinem Tod wurde er in Çeşme begraben. An ihn erinnert dort ein Denkmal, das ihn mit einem Löwen zeigt, den er in seiner Zeit in Afrika gezähmt und mit auf seine Feldzüge genommen haben soll. Eine ähnliche Statue gibt es in Istanbul.